# Akcent pozametryczny
Akcent pozametryczny – dodatkowy akcent, padający na miejsce, które według wzorca powinno być nieakcentowane.
Akcenty pozametryczne występują zwłaszcza na pierwszej sylabie wersu w utworach napisanych anapestem, co prowadzi do zastępstwa pierwszej stopy anapestycznej amfimacerem: ssSssSssSssSs > SsSssSssSssSs.